# Латіно Галассо
Латіно Галассо (італ. Latino Galasso, 25 серпня 1898 — 29 липня 1949) — італійський академічний веслувальник.
Бронзовий призер Олімпійських Ігор 1924 року в складі вісімки.
Чемпіон Європи 1923 року в складі вісімки, срібний призер 1922 року в складі вісімки.